# Cellitinnen zur Hl. Maria
Die Kongregation der Cellitinnen zur Hl. Maria gehört zu den katholischen Gemeinschaften von Ordensschwestern, deren hauptsächliches Tätigkeitsfeld die Krankenpflege ist.

## Mittelalter und Neuzeit
Am 18. November 1316 wurde der Konvent in Köln durch eine Schenkung der Eheleute Kusin gegründet. Das Gebäude war ein Turm; mit der Zeit kamen durch weitere Schenkungen nebenstehende Gebäude hinzu. Nachdem sie den erzbischöflichen Offizial um seinen Schutz gebeten hatten, bescheinigte dieser ihnen am 20. Oktober 1383 „gute Katholikinnen, die in Armut und Keuschheit leben“ zu sein. Für den Konvent war keine bestimmte Mitgliederzahl vorgeschrieben. 1452 bildeten neun Beginen den Konvent; 1487 waren es zwölf.
Die städtische Kommission befand, „daß sie arme und elende Schwestern seien, welche von Almosen lebten und sich der Pflege der Kranken widmeten“. Im Jahre 1503 nahmen sie die Regel des heiligen Augustinus an und wurden somit zu Cellitinnen. Am 21. Januar 1508 konsekrierte der Weihbischof Theoderich ihre Kapelle, welche unter das Patrozinium des heiligen Augustinus und der heiligen Maria Magdalena gestellt wurde. 1521 entsandten sie sechs Schwestern nach Düren. Am 12. April 1629 gestattete ihnen (auf ihre Bitte hin) der Generalvikar Johannes Gelenius, eine Glocke anzubringen und durch diese die Gläubigen zum Gottesdienst einzuladen. Ebenso wurde ihnen die Aufbewahrung des Krankenöls gestattet.
Im Verlauf der französischen Revolution kam es im Kloster zu Auseinandersetzungen. Im Jahre 1798 setzten die Schwestern, gegen den Einspruch der Oberin, die Aufteilung des Klostervermögens  durch und verließen das Kloster. Elf Monate lang blieb die Oberin allein im Haus zurück, dann kehrten einige Schwestern in das Kloster zurück.

## 19. Jahrhundert
1794 begann im linksrheinischen Teil Deutschlands die Franzosenzeit: französische Truppen besetzten es.
1800 zählte die Gemeinschaft neun Schwestern, nach dem Austritt von fünf Schwestern waren es 1802 noch vier.
1802 kam es linksrheinisch zu einer Säkularisation.
1802 wurde der Konvent „Zederwald“ aufgehoben und die Schwestern mit dem Konvent „Zur Zelle“ vereinigt. Gemeinsam zählten sie nun sechs Schwestern, was auch 1826 noch der Fall war. 1827 folgte dem Konvent Zelle auch der Konvent „Klein St. Ursula“. Infolge einer erzbischöflichen Verfügung siedelten die sechs Schwestern am 4. September 1828 in das ehemalige Karmelitinnenkloster St. Maria in der Kupfergasse um.
Ihnen folgten am 4. November 1828 die sechs Schwestern des Konventes „Zur heiligen Dreifaltigkeit“. Einen Tag später wählte die neue Gemeinschaft ihre erste Oberin, die 79-jährige Elisabeth Hansen. Um der neu entstandenen Gemeinschaft die nötigen materiellen Mittel zum täglichen Unterhalt zu beschaffen, wurden ihnen zwei Drittel des Vermögens des ehemaligen Dreifaltigkeitsklosters und zwei Drittel des Besitztums des ehemaligen Klosters Klein St. Ursula zugewiesen. Am 1. Dezember des gleichen Jahres (1828) erließ der Erzbischof von Köln Ferdinand August von Spiegel neue Statuten, welche der Gemeinschaft am 10. Dezember durch den Klosterkommissar verkündet wurden. In diesen Statuten wurden die Schwestern zur Ablegung der Gelübde von Keuschheit und Gehorsam auf drei beziehungsweise fünf Jahre angehalten.
Sollte eine staatliche Genehmigung vorliegen, so sollten die Schwestern ohne Zögern das Gelübde der Armut und die Ewigen Gelübde ablegen. Auch beschränkten die neuen Statuten die Amtszeit der Oberin (Mutter) auf drei Jahre und schrieb für zukünftige Eintritte eine dreimonatige Probezeit in zivilen Kleidern vor. Am 23. September 1834 fand die erste Einkleidung statt, nachdem die Aspirantin im Bürgerhospital eine sechsmonatige Ausbildung in der Krankenpflege erhalten hatte. Neben der Mitgift von 100 Thalern musste sie das Ordenskleid, wie auch die Feierlichkeiten und Möblierung ihres Zimmers aus eigener Tasche bezahlen. Eine Visitation von Dezember 1844 beklagte sich über die Zustände des Klosters, in welchem die Schwestern zu engen Kontakt zu außenstehenden Familien hätten. Außerdem kam es im Kloster selbst häufig zu „ausgedehnten Feiern“ die „[…] manchmal mit lärmenden Lustbarkeiten, mit Gesang, Tanz, Springen und Spektakeleien“ endeten. Besonders echauffiert war man darüber, dass sich einige Schwestern zu Karneval gar verkleidet hatten.
Auch kämen die Schwestern lieber der Pflege auf dem Land nach, wo sie mehr verdienten und vom Kloster unabhängiger seien. In den nächsten Jahren hören wir nicht viel. Erst wieder am 17. Oktober 1842, wo es durch die Armenverwaltung zum Verbot der Aufnahme neuer Aspirantinnen kam, da diese ihrer Meinung nach nicht vonnöten seien. Am 28. Februar 1844 erließ die Armenverwaltung ein Dekret, in welchem die Zahl der Schwestern auf zwölf und das Einkommen einer jeden von ihnen auf 60 Taler festgesetzt wurde. Außerdem stellte sie darin noch einmal fest, dass es sich bei den Besitzungen des Klosters um einen Teil des Eigentums der Armenverwaltung handle. Die Schwestern jedoch klagten gegen dieses Dekret bei mehreren Instanzen, bis am 4. April 1854 das königliche Appellationsgericht endgültig zugunsten der Schwestern entschied.
1860 vollzog man ohne Probleme eine Reform und gelangte am 17. Dezember 1861 zur Ablegung der ewigen Gelübde. Diesen sollten, so der Erzbischof, zukünftig nach der Absolvierung eines zweijährigen Noviziates fünfjährige, zeitliche Gelübde vorausgehen. Nachdem sie bereits im selben Jahr einen Krankensaal mit zwölf Betten in ihrem Hause eingerichtet hatten, gelang ihnen im Folgejahr mit der Übernahme eines Hospitals in Krefeld ihre erste Filialgründung. Als 1866 der deutsch-österreichische Krieg ausbrach, reisten am 2. Juli 1866 vier Schwestern mit einigen Brüdern des Kölner Alexianerklosters zur Versorgung der Verletzten ab. Eine für sie bestimmte Auszeichnung gelangte jedoch infolge einer Verwechslung an die Schwestern im Bürgerhospital, welche jedoch niemanden auf das Schlachtfeld entsandt hatten. Auf Anordnung des Klosterkommissars, welcher darauf hinwies, dass die Schwestern ihren Dienst zur Ehre Gottes und nicht um weltlicher Ehren willen verrichteten, unterließ man einen Einspruch gegen diese Verwechslung.
Im Verlauf des Kulturkampfes wurde dem Orden am 31. Mai 1875 die Neuaufnahme von Mitgliedern gesetzlich untersagt, es sei denn, dass sie um Erlaubnis nachsuchten und diese auch erhielten. Die Versetzung blieb (wie die Generaloberin nachfragte) auch weiterhin gestattet; sie musste jedoch mitgeteilt und nachträglich genehmigt werden. Am 26. August 1882 konnte man wieder die erste Einkleidung begehen, nachdem die Aspirantinnen teilweise bis zu 7 ½ Jahren darauf gewartet hatten. In den kommenden vier Jahren wurde der Oberin auf ihre Bitte hin jedes Mal die Erlaubnis zur Einkleidung erteilt und am 15. Februar 1887 mitgeteilt, dass sie die Erlaubnis nun nicht mehr einzuholen brauche.

## 20. Jahrhundert

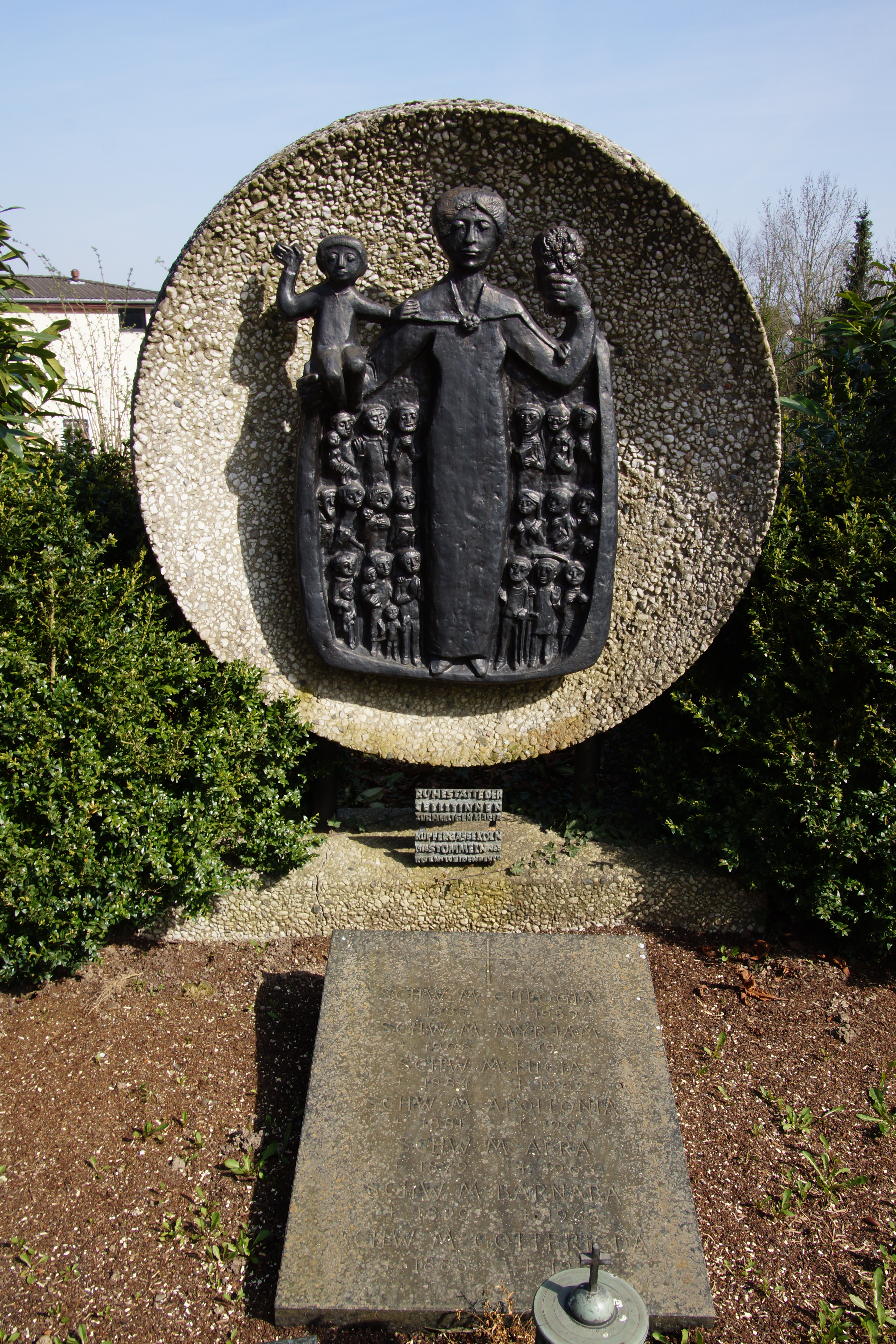
Grabstätte der Cellitinnen zur Hl. Maria in Stommeln

Bis 1909 wuchs die Kongregation bischöflichen Rechtes auf etwa 270 Schwestern in 20 Niederlassungen und erreichte 1933 530 Schwestern und 49 Novizinnen in 47 Niederlassungen, in den Diözesen Köln, Aachen, Münster, Haarlem und Roermond. Durch Kriegseinwirkungen konnte man das alte Mutterhaus nicht weiter aufrechterhalten, so dass es nach dem Zweiten Weltkrieg, im Jahre 1959, in die Graseggerstraße nach Köln-Weidenpesch (heute: Köln-Longerich/Gartenstadt Nord) verlegt wurde. Doch auch hier zwang der Nachwuchsmangel die Gemeinschaft, zunehmend ihre Filialen zu schließen. Die Gemeinschaft, in der im Jahre 1966 noch 362 Schwestern in Deutschland wirkten, sank 1998 erstmals unter 100 Mitglieder.

## 21. Jahrhundert
Anfang 2013 gerieten gleichzeitig zwei von der Stiftung der Cellitinnen der heiligen Maria geführte Krankenhäuser in die Schlagzeilen und in die Kritik, weil sie ein Vergewaltigungsopfer abgewiesen und die Durchführung einer Beweissicherung verweigert hatten. Ursächlich waren ein von der Stiftung herausgegebener Ethikleitfaden, der z. B. das Verschreiben der „Pille danach“ unter Androhung der fristlosen Kündigung untersagt sowie eine von Abtreibungsgegnern organisierte Kampagne zur Verhinderung der Durchführung von Abtreibungen durch in Kliniken des Trägers beschäftigte Ärzte.